# Resolução 2065 da Assembleia Geral das Nações Unidas
A Resolução 2065 da Assembleia Geral das Nações Unidas, aprovada em 16 de dezembro de 1965, reconheceu a existência de uma disputa de soberania entre Reino Unido e Argentina sobre as Ilhas Malvinas. Também reconheceu que o caso das Malvinas é enquadrado em uma situação colonial, que deve ser resolvido levando em consideração o que está expresso na Resolução 1514 da Assembleia Geral das Nações Unidas (Declaração sobre a Concessão da Independência aos Países e Povos Coloniais),  de 14 de dezembro de 1960, que estabelece a meta de eliminar todas as formas de colonialismo. A resolução convida as partes a encontrar uma solução pacífica para o problema tendo em conta as disposições da Reolução 1514 e tendo em conta os interesses dos habitantes das ilhas.

## História
Em 3 de janeiro de 1833, as forças britânicas expulsaram as autoridades e a população argentina estabelecida nas Ilhas Malvinas e iniciaram sua ocupação ilegal, criando assim uma situação colonial especial sem precedentes. Essa usurpação marcou o início do conflito pela soberania das Ilhas Malvinas.
No final da década de 1950, a Assembleia Geral das Nações Unidas decidiu promover um processo global de descolonização.
Em 14 de dezembro de 1960, a Resolução 1514 (XV) referente à "Declaração sobre a Concessão de Independência aos Países e Povos Coloniais" foi adotada por 89 votos a favor, nenhum contra e 9 abstenções quase todos de países colonialistas. Este documento abriu as portas para negociações bilaterais entre a Argentina e o Reino Unido. Em quatro pontos (2, 4, 6 e 7), o texto refere-se à essência do problema: o respeito à autodeterminação, à unidade nacional e à integridade territorial. Isso foi confirmado no ano seguinte pela Resolução 1654 (XVI), que criou o que ficou conhecido depois da Resolução 1810 como o "Comitê Especial dos Vinte e Quatro" para supervisionar o processo de descolonização. Em particular, a questão das Ilhas Malvinas era da competência da Subcomitê III.
No início da sessão, em setembro de 1964, delegações de ambos os países foram autorizadas a participar dos debates, mas sem direito a voto. A tese argentina foi apresentada pelo assessor jurídico do Ministério das Relações Exteriores, José María Ruda, e a tese britânica por Cecil King. A troca de argumentos foi acalorada, com a maioria dos membros inclinando-se para a posição da Argentina. A Subcomitê III produziu um relatório contendo as conclusões das discussões, que contradiziam ponto por ponto os argumentos do Reino Unido.
A Subcomitê III adotou o relatório por unanimidade e o encaminhou à Comitê Especial dos Vinte e Quatro. Aí o argumento do passo anterior foi repetido. O Reino Unido tentou escalar a questão bilateralmente para evitar qualquer discussão posterior sobre o assunto nas Nações Unidas. Mais uma vez, a diplomacia argentina venceu e os membros do órgão também aceitaram por unanimidade as conclusões do relatório recebido. A Síria apresentou uma moção adicional para que a palavra "Malvinas" aparecesse ao lado das palavras "Falkland Islands" em todos os documentos oficiais do órgão, que foi adotada por 19 votos a favor, Reino Unido contra e duas abstenções. O novo relatório foi então encaminhado ao Quarto Comitê de Questões Coloniais da Assembleia Geral para discussão, onde deveria ser considerado no ano seguinte.
Após a adoção do projeto de resolução por 87 votos a favor e 13 abstenções, em 16 de dezembro de 1965, a Assembleia Geral adotou a resolução 2065 (XX) com base no relatório do Quarto Comitê por 94 votos a favor, nenhum contra e 14 abstenções. O texto propõe formalmente que os dois governos conduzam negociações sobre soberania de acordo com os pontos acima mencionados do relatório da Subcomitê III. Ela estabelece essencialmente que as Ilhas Malvinas não podem ser descolonizadas com base no princípio da autodeterminação e solicita que ambas as partes informem ao Comitê Especial dos Vinte e Quatro e à Assembleia Geral sobre o andamento das negociações.
Após a adoção da Resolução 2065, o Reino Unido tentou incluir uma referência explícita ao direito à autodeterminação no que mais tarde se tornou a Resolução 40/21 de 27 de novembro de 1985, mas a Assembleia Geral da ONU a rejeitou imediatamente. A razão é simples: ao contrário dos casos habituais de colonialismo, isto é, a subjugação de um povo inteiro por uma potência europeia, a questão das Ilhas Malvinas envolve o deslocamento de um jovem Estado independente de parte do seu território e população pela mais poderosa potência colonial da época.

## Votação
O resultado da votação foi o seguinte:
Prós: Brasil, Bulgária, Birmânia, Burundi, República Socialista Soviética da Bielorrússia, Camarões, República Centro-Africana, Ceilão, Chile, China, Colômbia, Congo (Brazzaville), Congo (República Democrática do Congo), Costa Rica, Cuba, Tchecoslováquia, Daomé, República Dominicana, El Salvador, Etiópia, Gabão, Gana, Grécia, Guatemala, Guiné, Haiti, Honduras, Hungria, Índia, Irã, Iraque, Irlanda, Israel, Itália, Costa do Marfim, Jamaica, Japão, Jordânia, Quênia, Kuwait, Líbano, Libéria, Líbia, Luxemburgo, Madagascar, Malawi, Malásia, Maldivas, Mali, Mauritânia, México, Mongólia, Marrocos, Nepal, Nicarágua, Níger, Nigéria, Paquistão, Panamá, Paraguai, Peru, Filipinas, Polônia, Romênia, Ruanda, Arábia Saudita, Senegal, Serra Leoa, Somália, Espanha, Sudão, Síria, Tailândia, Togo, Trinidad e Tobago, Tunísia, Turquia, Uganda, República Socialista Soviética da Ucrânia, União das Repúblicas Socialistas Soviéticas, República Árabe Unida, República Unida da Tanzânia, Alto Volta, Uruguai, Venezuela, Iêmen, Iugoslávia, Zâmbia, Afeganistão, Argélia, Argentina, Áustria, Bélgica, Bolívia.
No total, 87% dos membros da ONU votaram a favor desta resolução.
Contras: Nenhum.
Abstenções: Canadá, Dinamarca, Finlândia, França, Islândia, Holanda, Nova Zelândia, Noruega, Portugal, África do Sul, Suécia, Reino Unido, Estados Unidos, Austrália.
Ausentes: 9.

## Resolução 2065 (XX)
A Resolução 2065 (XX) afirma claramente o seguinte: primeiro, há uma disputa sobre a soberania sobre as Ilhas Malvinas; em segundo lugar, esta disputa é entre duas partes, e apenas duas, a saber, os Governos da República Argentina e do Reino Unido; em terceiro lugar, esta disputa deve ser resolvida por meio de negociações entre os dois governos, e esta é a única maneira de pôr fim a uma situação colonial; em quarto lugar, ambas as partes devem levar em conta, ao buscar esta solução, os interesses da população das Ilhas Malvinas, o que exclui a aplicação do princípio da autodeterminação. Vale lembrar que, em 1985, a Assembleia Geral tomou uma posição clara a esse respeito quando rejeitou duas emendas britânicas que visavam incluir esse princípio no projeto de resolução pertinente.
A resolução 2065 (XX) da Assembleia Geral exclui a aplicação do princípio de autodeterminação às Ilhas Malvinas porque, se a existência da disputa de soberania for aceita, a aplicação do parágrafo 2 da resolução 1514 (XV) contraria o parágrafo 6, uma vez que conceder autodeterminação aos habitantes das ilhas significaria violar a integridade territorial da República Argentina. Além disso, a referência aos "interesses" da população, e não aos seus "desejos", contida na resolução 2065 (XX), confirma que o direito à autodeterminação não é aplicável às Ilhas Malvinas, uma vez que a população é britânica, foi transplantada para lá com o propósito de estabelecer uma colônia e nunca foi subjugada ou conquistada por uma potência colonial, conforme exigido pela resolução 1514 (XV). O Reino Unido violou a integridade territorial da República Argentina ao ocupar à força parte de seu território e depois transferir sua própria população para as ilhas. O direito à autodeterminação se aplica a povos que não sejam da potência colonial, que sejam vítimas de opressão, dominação e exploração estrangeiras. O direito à autodeterminação não pode ser oferecido a uma população que não possui legalmente o território. Como os ilhéus foram deliberadamente reassentados pelo poder colonial para servir aos seus interesses, eles não constituem uma terceira parte neste conflito. A população originou-se da ocupação das Ilhas Malvinas pelo poder colonial em 1833, que expulsou as autoridades legítimas e a população argentina original e as substituiu por súditos britânicos, antes de impor uma política migratória discriminatória que dificultou o retorno dos argentinos que originalmente viviam lá e o posterior assentamento de cidadãos argentinos. Por esta razão, os ilhéus não são um povo no sentido jurídico do termo. Portanto, a questão das Ilhas Malvinas diz respeito a um território colonizado e não a um povo colonizado.
No parágrafo 6 da resolução 1514 (XV), a Assembleia Geral declara que "qualquer tentativa de destruição parcial ou total da unidade nacional e da integridade territorial de qualquer país" –neste caso, a República Argentina– "é incompatível com os propósitos e princípios da Carta das Nações Unidas". Na questão das Ilhas Malvinas, diante do ataque da ação imperialista do século XIX à soberania e à integridade territorial de uma república independente, a Argentina, reconhecida pelo próprio Reino Unido, o princípio da integridade territorial prevalece sobre o da autodeterminação.
Resumindo:
- Foi reconhecida a existência de uma disputa pela soberania das ilhas entre a Argentina e o Reino Unido.
- A Resolução 1514 se aplica ao território (não à população) das Ilhas Malvinas.
- O direito à autodeterminação não se aplica à população das Ilhas Malvinas.
- O Comitê Especial foi aconselhado a convidar ambos os lados para negociações que levariam em conta os interesses (não os desejos) dos ilhéus.